# Slender Man – Az ismeretlen rém
A Slender Man – Az ismeretlen rém (eredeti cím: Slender Man) 2018-as amerikai természetfeletti horrorfilm, melyet Sylvain White rendezett, az azonos nevű karakter alapján. A főszereplők Joey King, Julia Goldani Telles, Jaz Sinclair, Basso Annalize és Javier Botet.
Az Amerikai Egyesült Államokban 2018. augusztus 10-én mutatták be, Magyarországon két héttel később szinkronizálva, augusztus 23-án az InterCom Zrt. forgalmazásában.

## Cselekmény
Egy Massachusetts-i kisvárosban négy barátnő, Wren (Joey King), Hallie (Julia Goldani Telles), Chloe (Jaz Sinclair) és Katie (Annalize Basso) megidézi a Slender Man-t (Javier Botet). Egy héttel később Katie eltűnik, a másik három lány pedig a házába megy, hogy nyomokat keressenek. Katie apja (Kevin Chapman) részegen betör Hallie házába, és megvádolja őt a lánya eltűnése miatt, mielőtt letartóztatnák. A trió felfedezi, hogy hogy Katie részt vett az okkultban, és azt akarta, hogy a Slender Man elvigye őt.
A három lány úgy dönt, hogy kapcsolatba lép a Slender Mannel, hogy Katie-t valamiért cserébe visszakapják. Wren, aki a Slender Man mitológiája után kutatott, figyelmezteti Hallie-t és Chloe-t, hogy ne nyissák ki a szemüket, míg mindhárman kapcsolatba nem lépnek vele, mert vagy meghalnak vagy őrültté válnak. Chloe bepánikol, kinyitja szemeit és szembefordul a Slender Mannel. Néhány órával később a Slender Man belép Chloe házába és őrültté teszi.
A rettenetes látomásokkal küzdő Wren megoldást keres, míg Hallie sikertelenül próbál továbblépni. Haille átmegy Tomhoz (Alex Fitzalan) egy randira, de ahogy közelebb kerülnek egymáshoz, hallucinál és Tomot Slender Manként kezdi látni, majd később beszél neki a videóról, de ragaszkodik ahhoz, hogy semmiféleképpen ne nézze meg.
Röviddel később Lizzie (Taylor Richardson), Hallie 12 éves húga súlyos pánikrohamot szenved és kórházba kerül, ahol benyugtatózzák. Hallie felfedezi, hogy Wren ismét kapcsolatba lépett Slender Mannel, ezúttal Lizzie segítségével.
Hallie találkozik Wren húgával. Wren elmondja Hallie-nak, hogy a Slender Man el akarja őt vinni magával. Haille rájött, hogy az egyetlen módja annak, hogy megmentsék Lizzie-t, egyszer és mindenkorra fel kell magát áldoznia Slender Mannek, a további halálozások megakadályozása érdekében. Ezt követően Lizzie meggyógyul, és elmondja, hogy a testvére és barátai meghaltak.

## Szereplők
| Szereplő                             | Színész              | Magyar hang     |
| ------------------------------------ | -------------------- | --------------- |
| Wren                                 | Joey King            | Koller Virág    |
| Hallie Knudsen                       | Julia Goldani Telles | Csifó Dorina    |
| Chloe                                | Jaz Sinclair         | ?               |
| Katie Jensen                         | Annalise Basso       | ?               |
| Tom, Hallie szerelme                 | Alex Fitzalan        | Czető Roland    |
| Lizzie Knudsen, Hallie húga          | Taylor Richardson    | ?               |
| Slender Man                          | Javier Botet         | Nem beszél      |
| Mr. Jensen, Katie alkoholista apja   | Kevin Chapman        | Törköly Levente |
| Mrs. Knudsen, Hallie és Lizzie anyja | Jessica Blank        | ?               |
| Mr. Knudsen, Hallie és Lizzie apja   | Michael Reilly Burke | ?               |